# Réserve naturelle nationale de la haute vallée de Saint-Pierre
La réserve naturelle nationale de la haute vallée de Saint-Pierre (RNN12) est une ancienne réserve naturelle nationale située dans le département des Hautes-Alpes. Couvrant une surface de 20 hectares, la réserve naturelle a été créée en 1974 pour servir de zone tampon au Parc national des Écrins. Un décret de décembre 2019 l'intègre au territoire du parc et de ce fait supprime son classement en réserve naturelle.

## Localisation

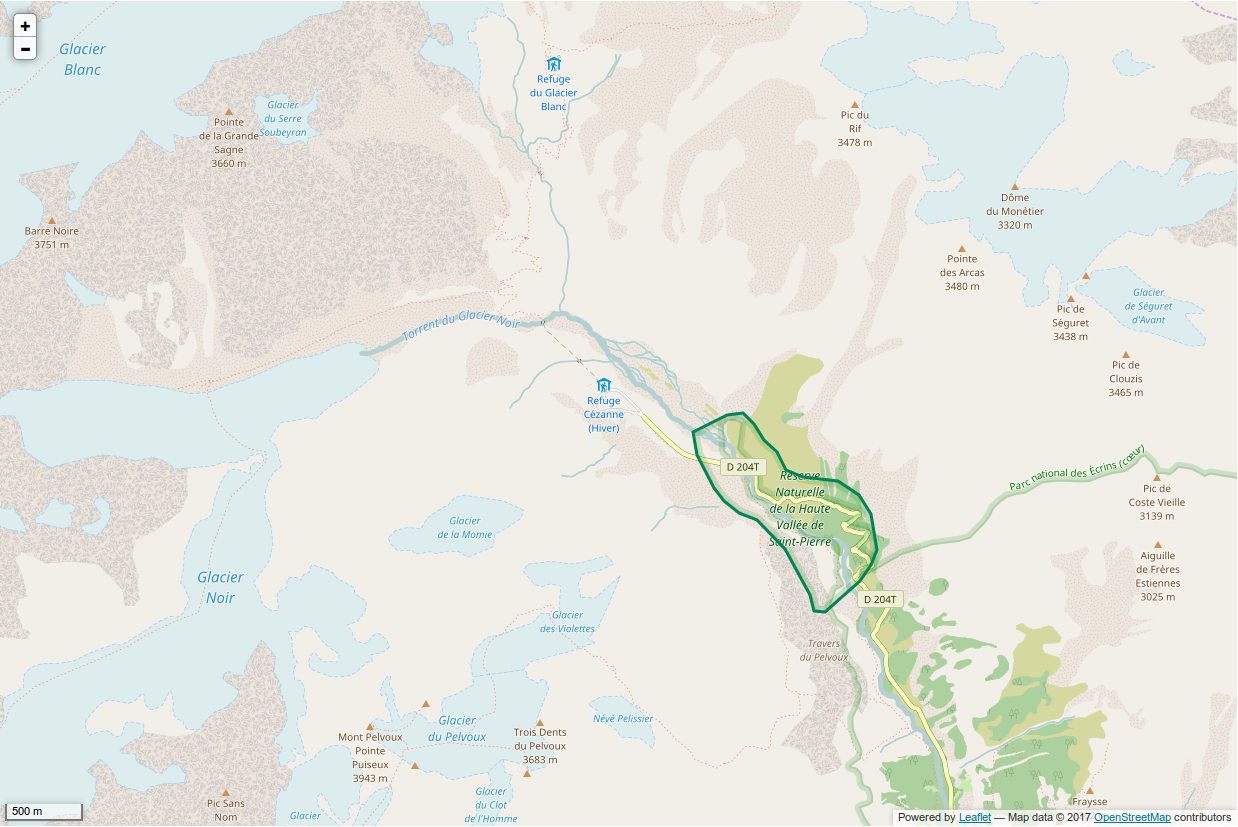
Périmètre de la réserve naturelle.

Le territoire de la réserve naturelle est en Provence-Alpes-Côte d'Azur dans le département des Hautes-Alpes sur la commune de Pelvoux. Situé en aval du pré de Madame Carle, il est accolé à l'est du Parc national des Écrins et s'étage entre 1 700 m et 1 880 m.

## Histoire du site et de la réserve

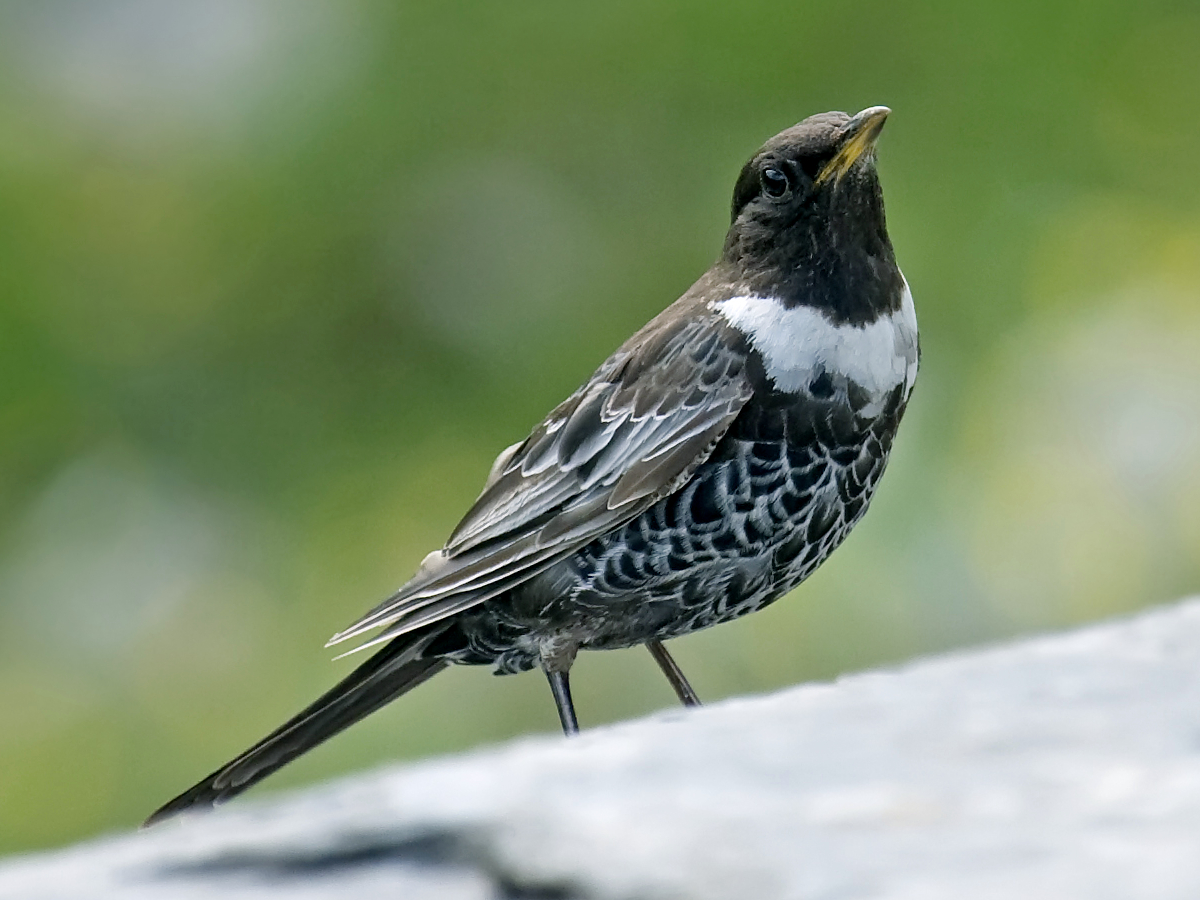
Merle à plastron.

La réserve naturelle de la haute vallée de Saint-Pierre fut mise en place en 1974 en même temps que celles des hautes vallées du Vénéon, du Béranger et de la Séveraisse pour servir de zone tampon au Parc national des Écrins.

## Écologie (biodiversité, intérêt écopaysager…)
Le site, d'une surface minime, se trouve en bordure du Gyr, torrent issu des glaciers Blanc et Noir. C'est un milieu montagnard de moyenne altitude (étage subalpin) avec différents milieux : torrents, landes, rochers, ripisylves.

### Flore

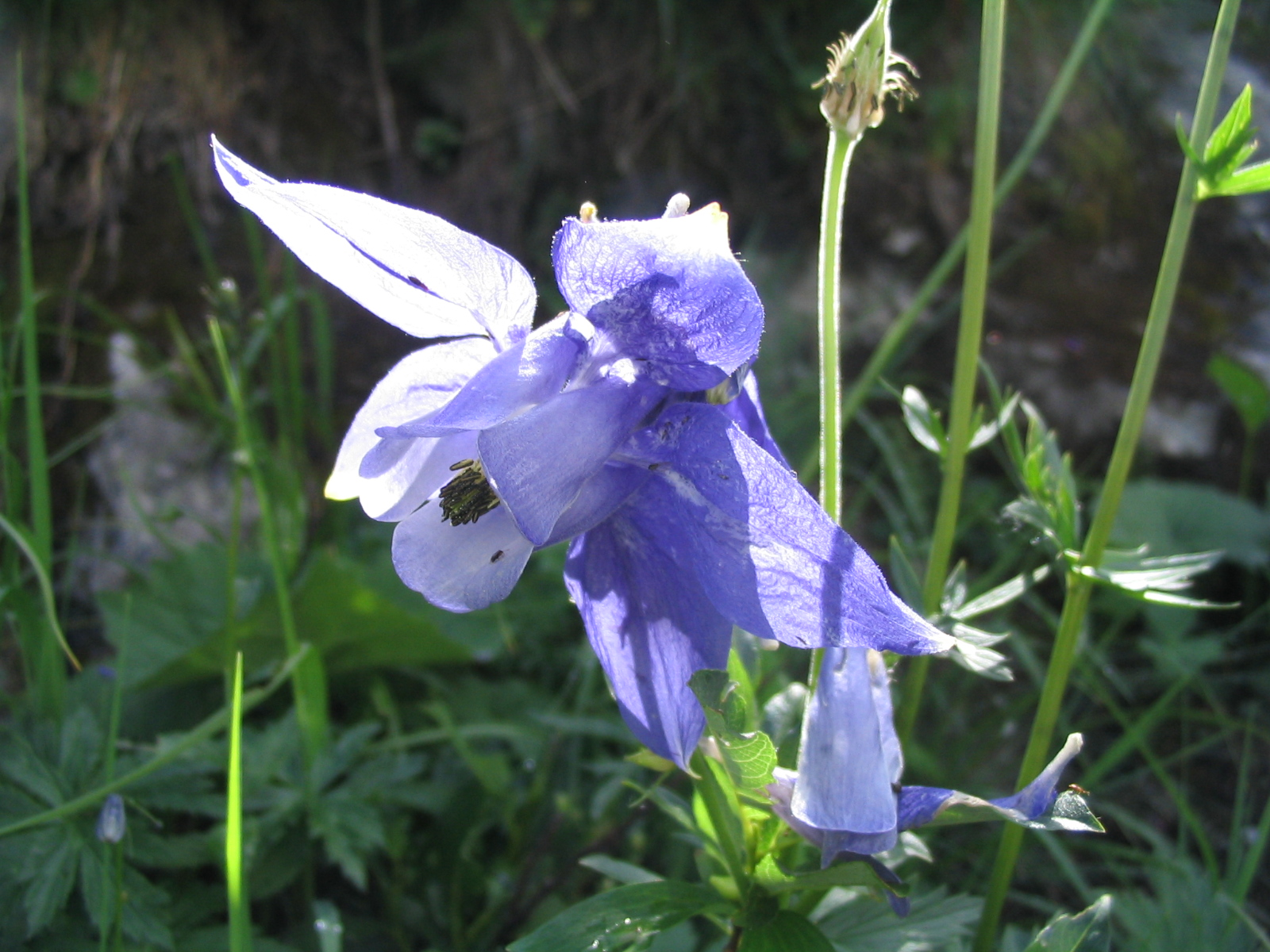
Ancolie des Alpes.

Le torrent est bordé d'aulnes et de saules. On y rencontre l'Ancolie des Alpes, la Clématite des Alpes et la Primevère hérissée.

### Faune
Chamois et Marmottes fréquentent les pentes de schistes et de granite voisines. L'avifaune compte le Merle à plastron et le Sizerin flammé.

## Intérêt touristique et pédagogique
La Maison du Parc national des Écrins à Vallouise organise des sorties et animations.

## Administration, plan de gestion, règlement
La réserve naturelle est gérée par le Parc national des Écrins.

### Outils et statut juridique
La réserve naturelle a été créée par un décret du 15 mai 1974.

Le décret no 2019-1466 du 26 décembre 2019 la déclasse en l'intégrant au PN des Écrins.